# کورنلیوس کول
کورنلیوس کول (انگلیسی: Cornelius Cole; زاده ۱۷ سپتامبر ۱۸۲۲ - درگذشته ۳ نوامبر ۱۹۲۴) سناتور سابق عضو جمهوری‌خواه بود. وی در سال ۱۸۶۷ تا ۱۸۷۳ میلادی سناتور ایالت کالیفرنیا در سنای ایالات متحده آمریکا بود.